# أندرو ريدماين
أندرو ريدماين (بالإنجليزية: Andrew Redmayne)‏ (13 يناير 1989 بغوسفورد في أستراليا - ) هو لاعب كرة قدم أسترالي في مركز حراسة المرمى. شارك مع منتخب أستراليا تحت 20 سنة لكرة القدم ومنتخب أستراليا الوطني لكرة القدم تحت 23 سنة. أما مع النوادي، فقد لعب مع سنترال كوست مارينرز ونادي بريزبان رور ونادي ملبورن سيتي ونادي وسترن سيدني واندررز وAustralian Institute of Sport ‏.

## وصلات خارجية
- أندرو ريدماين على موقع الاتحاد الدولي (مؤرشف)  (الإنجليزية)
- أندرو ريدماين على موقع قاعدة بيانات كرة القدم.إي يو (الإنجليزية)
- أندرو ريدماين على موقع ليكيب (الفرنسية)
- أندرو ريدماين على موقع ناشيونال فوتبول تيمز (الإنجليزية)
- أندرو ريدماين على موقع Soccerway.com (الإنجليزية)
- أندرو ريدماين على موقع عالم كرة القدم.نت (الإنجليزية)